# Харстад
Харстад (норв. Harstad) је значајан град у Норвешкој. Град је у оквиру покрајине Северне Норвешке и други је по величини и значају град округа Тромс.

## Географија
Град Харстад се налази у северном делу Норвешке. Од главног града Осла град је удаљен 1.400 km северно.
Харстад се налази на северозападној обали Скандинавског полуострва, у историјској области Хологаланд. Град је традиционално средиште области Вестеролен и Лофотских острва, највећег острвља у оквиру Норвешке. Град се развио на истоку острва Хинеја, уз Вогски фјорд, залив Северног мора. Град је стешњен између мора и острвских планина, па је веома брдовит. Сходно томе, надморска висина града иде од 0 до 120 м надморске висине.

## Историја
Први трагови насељавања на месту данашњег Харстада јављају се у доба праисторије. Овде је подигнута и најстарија црква у северном делу Норвешке, једина из времена средњег века. Постепено се ту јавило насеље помораца и рибара, које се полако развијало.
Развој је убрзан почетком 20. века, пошто је Харстад добио градска права 1904. године.
Током петогодишње окупације Норвешке (1940—45) од стране Трећег рајха Харстад и његово становништво нису значајније страдали.

## Становништво
Данас Харстад са предграђима има близу 20 хиљада у градским границама и близу 24 хиљада у подручју општине. Последњих година број становника у граду стагнира.

## Привреда
Привреда Харстада се заснива на поморству и риболову. Последњих деценија значај туризма, трговине, пословања и услуга је све већи.

## Збирка слика
- Пешачка улица у Харстаду
- Градски дом културе
- Тронденеска црква, најстарија у севенрој Норвешкој
- Виша школа у Харстаду